# Besaya (comarca)
Besaya é uma comarca do norte de Espanha, na província e comunidade autónoma da Cantábria. Tem 559 km² de área e em 2021 tinha 89 731 habitantes. A comarca não tem estatuto administrativo, pois apesar de já existir uma lei para a divisão em comarcas da Cantábria desde 1999, esta ainda não foi regulamentada.
A comarca abarca o vale do rio Besaya [es] até à sua confluência com o Saja [es] e a zona costeira desde esse ponto até à foz do Saja no mar Cantábrico em Suances.
| Municípios               | Municípios | Municípios       | Municípios           |
| Município                | Área (km²) | População (2021) | Densidade (hab./km²) |
|                          |            |                  |                      |
| ------------------------ | ---------- | ---------------- | -------------------- |
| Anievas                  | 20,9       | 266              | 12,7                 |
| Arenas de Iguña          | 86,8       | 1 703            | 19,6                 |
| Bárcena de Pie de Concha | 30,5       | 671              | 22                   |
| Cartes                   | 19,0       | 5 750            | 302,6                |
| Cieza                    | 44,1       | 548              | 12,4                 |
| Los Corrales de Buelna   | 45,3       | 10 703           | 236,3                |
| Molledo                  | 71,1       | 1 494            | 21                   |
| Polanco                  | 17,6       | 5 978            | 339,7                |
| San Felices de Buelna    | 36,2       | 2 355            | 65,1                 |
| Suances                  | 24,6       | 9 026            | 366,9                |
| Torrelavega              | 35,5       | 51 237           | 1 443,3              |

| Comarcas limítrofes de Besaya |  |                            |
| Mar Cantábrico                |  |                            |
| Costa Ocidental • Saja-Nansa  |  | Santander • Vales Pasiegos |
| Campoo-Los Valles             |  |                            |